# サテライト門川
サテライト門川（サテライトかどがわ）は、宮崎県東臼杵郡門川町にある競輪場外車券売場である。

## 発売スケジュール
- 武雄競輪場の全開催
- すべての特別競輪・記念競輪
- 一部の場のナイター競輪

## 施設
- 一般観覧席65
- ロイヤルルームあり

## アクセス
東九州自動車道の門川インターチェンジ付近。宮崎県道226号土々呂日向線沿い。
- JR九州日豊本線門川駅から車で5分。
- JR九州日豊本線土々呂駅より徒歩で20分強ほど。
  - 国道10号沿いの宮崎交通バス停「サテライト入口」より徒歩数分。